# Julius Roller

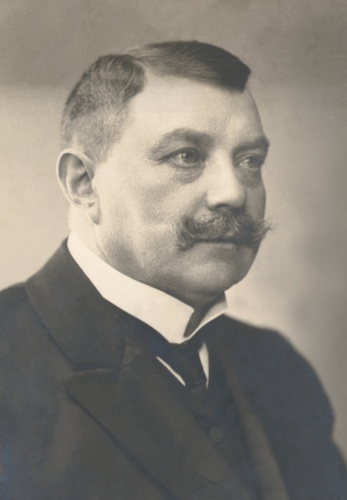
Julius Roller

Julius Roller (* 29. Oktober 1862 in Thomigsdorf, Böhmen; † 27. Dezember 1946 in Wien) war ein böhmisch-österreichischer Richter und Politiker des deutschnationalen Lagers.
Er war von 1907 bis 1918 Mitglied des Abgeordnetenhauses im österreichischen Reichsrat, von 1908 bis 1913 Abgeordneter zum Böhmischen Landtag und von Oktober 1918 bis März 1919 sowie von Juli bis November 1920  Staatssekretär für Justiz Deutschösterreichs bzw. der ersten Republik Österreich. Von 1919 bis 1927 war er Präsident des Obersten Gerichtshofes.

## Leben
Julius Roller wurde als Sohn eines Landwirtes geboren und absolvierte das Gymnasium in Landskron. Zwischen 1880 und 1884 studierte er Rechtswissenschaften an der Universität Wien, 1891 promovierte er zum Dr. jur. Während seines Studiums wurde er 1880 Mitglied der Wiener akademischen Burschenschaft Bruna Sudetia. Seinen Militärdienst leistete er beim 3.-Festungs-Artillerie-Regiment ab, wo er zuletzt Leutnant der Reserve war. Beruflich war Roller ab 1885 in der Justiz beschäftigt, er wirkte zunächst als Auskultant, dann als beisitzender Richter (Adjunkt) an verschiedenen Orten Böhmens und übernahm 1898 das Amt des Gerichtsvorstehers in Hohenelbe (Vrchlabí). Roller wurde 1907 zum Landesgerichtsrat, 1912 zum Rat des Oberlandesgerichtes Prag und 1918 zum Hofrat ernannt.
Als parteiloser Deutschnationaler trat Roller bei der Reichsratswahl 1907 im Wahlbezirk Böhmen 96 (Städte Hohenelbe, Arnau, Rochlitz an der Iser u. a.) an, wo er sich in der Stichwahl gegen den Kandidaten der Sozialdemokraten durchsetzen konnte. Er war Klubmitglied im Deutschnationalen Verband, der im Wesentlichen aus Abgeordneten der Deutschen Volkspartei und Deutschen Agrarpartei bestand und sich 1908 dem Nationalverband der deutschfreiheitlichen Abgeordneten bzw. 1910 dem Deutschen Nationalverband im Abgeordnetenhaus anschloss.
Von 1908 bis zur Auflösung 1913 war er zudem Abgeordneter des Böhmischen Landtages. Auch 1911 konnte Roller sein Mandat als Reichsratsabgeordneter in der Stichwahl gegen einen Sozialdemokraten verteidigen, das er aufgrund der Verlängerung der Legislaturperiode während des Ersten Weltkriegs bis 1918 innehatte.
Zwischen dem 21. Oktober 1918 und dem 16. Februar 1919 gehörte er der im Zuge des Auseinanderbrechens der Habsburgermonarchie von den Reichsratsabgeordneten der deutschsprachigen Wahlkreise gebildeten Provisorischen Nationalversammlung für Deutschösterreich an. Vom 30. Oktober 1918 bis zum 15. März 1919 war Roller Staatssekretär für Justiz in der Übergangsregierung unter dem Sozialdemokraten Karl Renner.
Nach Gründung der ersten Republik Österreich und Abtretung der deutschsprachigen Gebiete Böhmens und Mährens (also auch Rollers Heimatregion) an die neugegründete Tschechoslowakei durch den Vertrag von Saint-Germain war er in der Staatsregierung Mayr I vom 7. Juli bis zum 20. November 1920 erneut Staatssekretär für Justiz. Ihm kam dabei die Aufgabe zu, die Justiz auf die neue Staatsform und das neue österreichische Staatsgebiet umzustellen.
Roller übernahm 1920 bis 1927 die Funktion des Präsidenten des Obersten Gerichtshofes, wo er die Organisation des Gerichtes leitete und als Vorsitzender in Senaten in der Judikatur eine wichtige Rolle spielte.
Roller, ein Befürworter des Anschlusses Österreichs an Deutschland, war bereits vor dem „Anschluss“ Österreichs an das Deutsche Reich 1938 „illegales“ Mitglied der NSDAP.
Er wurde am Friedhof Mauer bestattet.